# 庫樓一
库楼一(ζ Cen/半人马座ζ) 是半人马座的恒星，俗名Alnair，源于阿拉伯语Nayyir Badan Qanṭūris，意为“半人马的最亮星” 。
库楼一是一颗分光双星，周期略大于8天，轨道偏心率约为0.5.